# 45 mm działko lotnicze NS-45
45 mm działko NS-45 – działko lotnicze produkcji radzieckiej.

## Historia
Działko zostało opracowane w 1943 przez A. Nudelmana i A. Suranowa. Oznaczenie działka pochodzi od inicjałów nazwisk konstruktorów, a liczba określa kaliber broni.
Stanowiło ono uzbrojenie samolotów Jak-9K oraz Tu-2Sz. Do strzelania z działka używano naboi z pociskami smugowymi, zapalającymi, odłamkowymi i przeciwpancernymi.